# Fixin to Thrill
Fixin to Thrill  é o segundo álbum de estúdio da banda canadense de electropop Dragonette, lançado no Canadá em 29 de Setembro de 2009 pela Universal Music Canada.

## Faixas
Todas as músicas foram escritas por Martina Sorbara e Dan Kurtz, exceto "Boys & Girls".
1. "Fixin to Thrill" – 4:07
2. "Gone Too Far" – 3:40
3. "Liar" – 3:56
4. "Stupid Grin" – 3:45
5. "Easy" – 3:47
6. "Pick Up the Phone" – 3:35
7. "We Rule the World" – 3:41
8. "Big Sunglasses" – 3:30
9. "Okay Dolore" – 2:33 (com Sara Quin)
10. "Come on Be Good" – 3:22
11. "You're a Disaster" – 3:32
12. "Don't Be Funny" – 3:13

Edição Australiana
1. "Boys & Girls" (Martin Solveig com Dragonette) (Martin Solveig) – 3:44

## Histórico de Lançamento
| País           | Data                 | Gravadora   | Formato(s)           |
| -------------- | -------------------- | ----------- | -------------------- |
| Canadá         | 29 de Setembro, 2009 | Universal   | CD, download digital |
| Austrália      | 3 de Outubro, 2009   | Universal   | CD, download digital |
| Estados Unidos | 27 de Outubro, 2009  | I Surrender | CD, download digital |